# Ariston albicans
Ariston albicans är en spindelart som beskrevs av O. Pickard-Cambridge 1896. Ariston albicans ingår i släktet Ariston och familjen krusnätsspindlar. Inga underarter finns listade i Catalogue of Life.